# تويا (ملكة)
تويا أو توي أو موت تويا، هي ملكة مصرية قديمة غير حاكمة أو زوجة ملك، عاشت خلال عصر الأسرة التاسعة عشرة، وقد كانت زوجة الملك سيتي الأول، وأم الملك رعمسيس الثاني والأميرة تيا وربما كذلك أم الأميرة/الملكة حنوت مي رع.
كانت ابنة «رعيا» الذي كان ضابطاً عسكرياً استناداً إلى لقبه «ملازم العربة الحربية». وتزوجت ابنتها، الأميرة تيا، من موظف حكومي رفيع المستوى كان يسمى أيضا تيا بنفس اسمها.
وباعتبارها أم الملك رعمسيس الثاني، فقد استمتعت بجلال أم الملك المبجلة وتمكنت من التواصل مع البلاط الملكي الحثي بعد معاهدة السلام المصرية الحيثية في العام 21 من حكم ابنها التي حققها الملك ابنها بعد سنوات من الحروب بين الامبراطوريتين المصرية والحيثية.

## آثارها ونقوشها
- تمثال بمتحف الفاتيكان (رقم 28) مع تصوير للملكة حنوت مي رع بجانب الساق.[2] والنقش يعرّف الملكة تويا على النحو التالي: أم ملك الوجه القبلي والبحري، الملكة الأم لملك جنوب وشمال مصر (المكافئ لـ) الصقر حور، الثور القوي، رب كل الأراضي، وسر ماعت رع، رب التيجان، رعمسسو، معطى الحياة مثل رع. زوجة الإله والزوجة الملكية العظمى، سيدة كل الأراضي، تويا، ليتها تحيا.[3]
- في معبد الراميسيوم، تم العثور على شظايا من مصلى الملكة الأم تويا في الجانب الشمالي. وكان رعمسيس الثاني قد خصص هذا المصلى لأمه. ومشهد في هذا المصلى يسجل اسم والد تويا وأمها.[3]
- الراميسيوم يحتوي كذلك على مشاهد الولادة الإلهية للملك.[3]
- تمثال وودائع أساس، وجدت في تانيس ولكنها أصلا من بررعمسسو (بررعمسيس). وتسجل ألقابها: الأميرة الوراثية، رئيسة نساء آمون، سيدة العطاء، زوجة الإله، وأم الملك، الزوجة الملكية العظمى، الخ.[3]
- في أبيدوس تظهر تويا على أجزاء من تمثال من الحجر الجيري، وفي النصوص في معبد رعمسيس الثاني.[3]
- في الراميسيوم تظهر تويا على شظايا من تمثال ضخم، وفي مشاهد على المدخل الرئيسي (المركزي) في بهو الأعمدة الكبير.[3]
- تم العثور على تمثال منقوش مع اسم وألقاب الملكة تويا في مدينة هابو، ولكن من المحتمل أنه في الأصل من الراميسيوم.[3]
- تظهر الملكة تويا على اثنين من التماثيل الضخمة المحيطة بمدخل معبد أبي سمبل الكبير.[3]
- هناك عتبة من الحجر الرملي من دير المدينة تسجل أسماء رعمسيس الثاني وتويا.[3]
- هناك عتبة الآن في فيينا (تحت رقم: 5091) تظهر رمسيس الثاني ومن خلفه تأتي الملكة تويا، يقدمان القرابين للإله أوزير.[3]
- أما غطاء الآنية الكانوبية المرمري المنحوت على شكل رأسها ففي متحف الأقصر الآن.[4]

## ألقابها
- الأميرة الوراثية.
- المربية العظيمة.
- من ترى حور وست.
- زوجة الإله.
- زوجة الملك العظيمة، وحبيبته.
- المحظية العظيمة.
- المنضمة لحور (رفيقة حور).
- أم الملك التي حملت الثور القوي رعمسسو.
- عظيمة الثناء.
- صاحبة الحظوة عند سيد القصر.
- الأم الملكية.
- رئيسة نساء الإله آمون.
- سيدة النساء.[5]

## وفاتها ومدفنها
على الأرجح توفيت الملكة تويا بعد العام 22 من عهد ابنها الملك رعمسيس الثاني بقليل، ودفنت في مقبرة مثيرة للإعجاب في وادي الملكات (QV80). وفي مقبرتها تم تجريد تويا من الجزء الأول من اسمها (موت-) ليصبح «تويا» فقط للأبد؛ وفقدان بداية الاسم يشير إلى أن حياتها قد انتهت في حالة شبه إلهية.